# Mottera
Mottera è una frazione del comune di Chialamberto, nella città metropolitana di Torino. Tra il 1765 e il 1831 fu un comune autonomo.

## Geografia fisica
Il paese è situato a 918 m sul livello del mare sul fondovalle della Val Grande di Lanzo, in sinistra idrografica della Stura. Il centro abitato si sviluppa attorno alla SP 33 della Val Granda, ed è contiguo alla frazione Bussoni, collocata ad ovest del paese.

## Storia

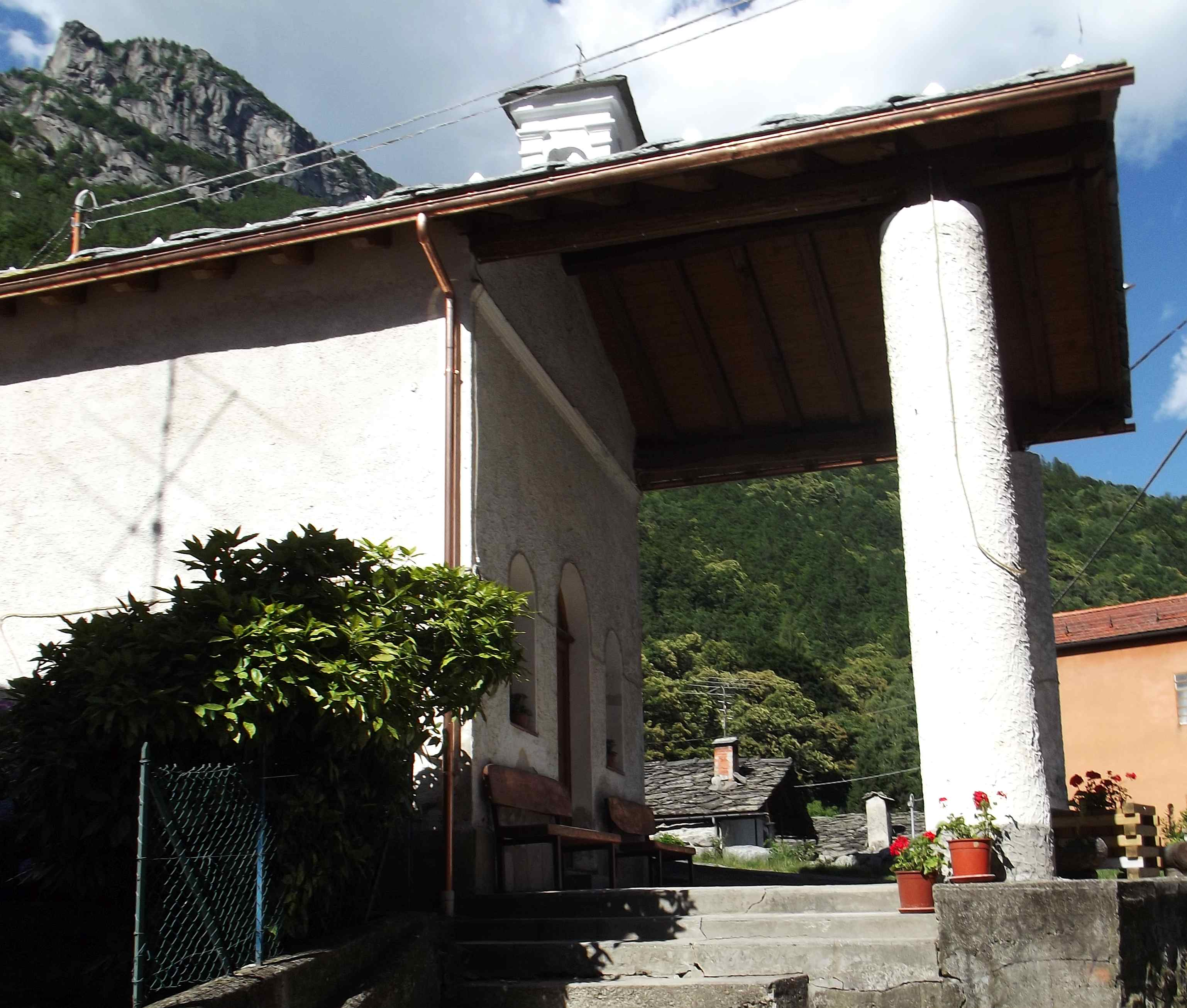
La chiesetta di Mottera

Mottera fece parte fino al 1765 del comune di Bonzo. Una dura controversia tra gli abitanti di Mottera e quelli di Bonzo riguardante la collocazione dell'albo pretorio si trascinò con alterne vicende per alcuni decenni ed ebbe come risultato finale il distacco del territorio di Mottera da Bonzo e la creazione di un comune autonomo.
Dopo alcuni decenni il nuovo comune fu però aggregato nel 1831, insieme a quello di Vonzo, al comune di Chialamberto.
A Mottera, prima dell'unione con Chialamberto, facevano riferimento le frazioni di Candiela, Chiappili, Volpetta e Case Cordero. La montagna di Mottera era nota nell'Ottocento per l'abbondanza di galli di montagna, che attiravano in loco numerosi cacciatori provenienti da tutte le valli di Lanzo.